# Super Paper Mario
Super Paper Mario es un videojuego de rol de acción (RPG) de 2007 desarrollado por Intelligent Systems y publicado por Nintendo para Wii. Es la tercera entrega de la serie Paper Mario y el primero de la saga Mario que se lanza para Wii. El juego sigue a Mario, Peach, Bowser y Luigi mientras intentan recolectar los Corazones Puros y evitar que el Conde Cenizo y sus secuaces destruyan el universo.
Mientras que los títulos anteriores de Paper Mario se basan en turnos, Super Paper Mario tiene elementos de juegos de rol y juegos de plataformas de desplazamiento lateral; algunos críticos lo describieron como un híbrido de los dos géneros. La característica principal es la capacidad de Mario para alternar entre perspectivas 2D y 3D. La mayor parte del juego se juega en una perspectiva 2D, y la perspectiva 3D se usa para resolver acertijos y acceder a áreas previamente inalcanzables. Peach, Bowser y Luigi también tienen habilidades únicas, y se pueden obtener habilidades adicionales mediante la adquisición de personajes asociados conocidos como Pixelitos.
Super Paper Mario recibió críticas generalmente positivas y fue uno de los títulos de Wii con mejores críticas del año. Los críticos elogiaron su jugabilidad, mecánica de cambio de dimensión, estilo artístico, originalidad e historia, aunque la gran cantidad de texto recibió algunas críticas. Fue nominado y ganó varios premios, incluido el premio al juego de rol destacado en los 12th Satellite Awards; Desde entonces, los críticos lo han considerado como uno de los mejores juegos de Wii. Se han vendido más de 4,23 millones de copias hasta 2014, lo que lo convierte en el juego más vendido de la serie Paper Mario y uno de los más vendidos en Wii. En 2016, se relanzó en la eShop de Wii U. El cuarto de la serie, Paper Mario: Sticker Star, siguió en 2012.

## Jugabilidad
Super Paper Mario es un videojuego de plataformas con elementos de rol de acción, que se diferencia de los anteriores de la serie. Al igual que sus predecesores, los gráficos consisten en entornos 3D y personajes 2D que parecen hechos de papel. Se puede controlar a Mario y varios otros personajes, superando las plataformas lineales como en otros juegos de Mario. El objetivo es recolectar los ocho Corazones Puros y derrotar al principal antagonista, el Conde Cenizo. Se puede hablar con personajes que no son jugadores (NPC), derrotar enemigos o interactuar con el entorno. A diferencia de los anteriores de Paper Mario que usaban un sistema de batalla por turnos fuera del mundo exterior, en Super Paper Mario todo el combate es en tiempo real. Los puntos de experiencia se obtienen después de derrotar a los enemigos y permiten subir de nivel para aumentar sus estadísticas. Mario puede «voltear» temporalmente entre dimensiones, donde la cámara gira 90 grados para revelar una perspectiva 3D del escenario, revelando elementos ocultos en la perspectiva 2D normal, y puede usarse para maniobrar alrededor de obstáculos infranqueables en 2D.
A lo largo del título, Luigi, Peach y Bowser se unen al grupo como personajes jugables, cada uno con habilidades únicas que se utilizan para superar obstáculos específicos. Luigi puede saltar más alto, Peach puede flotar y acceder a áreas inaccesibles, y Bowser puede escupir fuego para derrotar a los enemigos; solo Mario conserva la capacidad de alternar entre 2D y 3D. Se puede cambiar entre cualquier personaje del grupo en cualquier momento usando un menú. Se obtienen criaturas parecidas a hadas llamadas «Pixelitos» que otorgan una habilidad adicional, como Lanci, que permite recoger y lanzar objetos. Pisti, un Pixelito que acompaña a Mario desde el comienzo del juego, puede revelar pistas para derrotar a los enemigos y se usa para encontrar secretos en el entorno.
El mundo central es la ciudad de VillaCara, descrita como ubicada «entre dimensiones», y tiene una contraparte reflejada, VillaCruz, desbloqueada en la segunda mitad del juego. Desde VillaCara y VillaCruz, se puede viajar a diferentes mundos a través de puertas dimensionales. El acceso a cada mundo está inicialmente bloqueado; completar cada mundo y recuperar el Corazón Puro en él abre el acceso al siguiente.

## Trama
Un día, Mario y Luigi, aburridos, deciden ir a ver a la Princesa Peach, pero antes de que puedan irse, se enteran de que la capturaron e inmediatamente sospechan de Bowser, pero cuando llegan, solo lo encuentran planeando un ataque. Llega el malvado Conde Cenizo, responsable de la captura de Peach, deja inconsciente a Mario y secuestra a Bowser, sus secuaces y Luigi. El conde Cenizo y su asistente, Nastasia, obligan a Bowser y a la princesa Peach a casarse. Su unión, como predijo el Pronostico Nigerum, convoca al Corazón Del Caos. Cenizo toma el control del Corazón Del Caos y lo usa para abrir el Vacío, una grieta interdimensional que se expande lentamente, para destruir el universo defectuoso y crear uno perfecto en su lugar. Mario llega y se encuentra con una Pixelita llamada Pisti y ella lo teletransporta a VillaCara, donde Merlon le asigna la tarea de recolectar los ocho Corazones Puros, que son necesarios para deshacer la destrucción. Mario, después de aprender la habilidad de cambiar de dimensión, comienza su viaje con Pisti a su lado, viajando a los diferentes mundos para recolectarlos.
Durante la aventura, Mario se reúne con Peach y Bowser, quienes se unen a él en la búsqueda. Cenizo envía a sus secuaces, Dimencio, Mimi y Mc'Cachos, así como a un Luigi con el cerebro lavado (llamado Sr. L), para atacar al grupo de Mario y ralentizar su progreso. Luigi finalmente recupera sus recuerdos y es el último en unirse al grupo de Mario. Mario logra recolectar los ocho Corazones Puros, pero no antes de que el Vacío crezca lo suficiente como para destruir uno de los mundos.
En flashbacks, se revela que el Conde Cenizo y Pisti eran originalmente amantes de Blumiere y Pistina. El padre de Blumiere, desaprobando su relación, desterró y maldijo a Pistina a vagar entre dimensiones para siempre. Blumiere, desesperado, tomó el control del Pronostico Nigerum, decidido a poner fin al universo. Sin que él lo supiera, Merlon encontró y rescató a Pistina transformándola en una Pixelito, pero ella había perdido sus recuerdos. Los dos se dan cuenta lentamente de la identidad del otro en el transcurso del juego.
Con los ocho Corazones Puros, los héroes viajan al Castillo Cenizo. Se encuentran con cada uno de los secuaces de Cenizo, pero se pierden uno por uno: Bowser y Mc'Cachos aparentemente son aplastados por un techo que se derrumba; Peach y Mimi caen a un pozo; y Dimencio parece matarse a sí mismo y a Luigi. Mario y Pisti se enfrentan a Cenizo solos; Pisti se revela a sí misma como Pistina, pero Cenizo se niega a poner fin a su plan. Los otros héroes regresan y derrotan a Cenizo usando el poder de los Corazones Puros. Cenizo, volviendo a su identidad de Blumiere, insta a los héroes a matarlo para destruir el Corazón Del Caos y evitar el apocalipsis; sin embargo, Dimencio se apodera de él, quien aparentemente mata a Nastasia y le lava el cerebro a Luigi para que vuelva a ser el Sr. L, para que sirva como anfitrión del Corazón Del Caos. Blumiere y Pistina son teletransportados, y los héroes restantes parecen superados sin el poder de los Corazones Puros; sin embargo, el amor entre Blumiere, Mc'Cachos, Mimi y Pistina restaura su poder.
Dimencio es destruido pero deja atrás una estela de su poder para asegurar que el Corazón Del Caos pueda terminar su tarea. Blumiere y Pistina se casan, lo que invoca a los Corazones Puros eliminando al Corazón Del Caos y revierte su destrucción. Los héroes, junto con Mc'Cachos, Mimi y Nastasia revivida, regresan a VillaCara, pero faltan Blumiere y Pistina; Mc'Cachos, Mimi y Nastasia se comprometen a crear el mundo perfecto que Blumiere prometió hacer.

## Desarrollo y lanzamiento

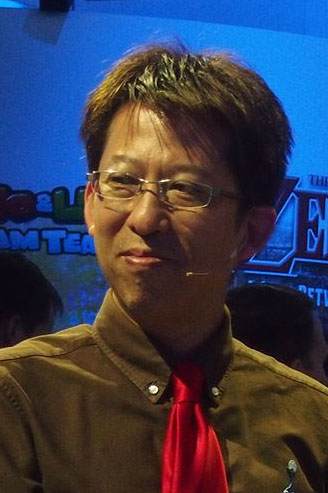
Super Paper Mario fue el primer juego de la saga producido por Kensuke Tanabe

Intelligent Systems desarrolló los juegos anteriores de la serie y Super Paper Mario. El director Ryota Kawade cambió el concepto tradicional de los títulos anteriores con la intención de sorprender a los fanáticos con un nuevo concepto. Mientras creaba conceptos, implementó el cambio de dimensiones; diferenció el combate de las entradas anteriores del juego para que encajara con la idea del intercambio de dimensiones. Cuando se lo presentaron al productor Kensuke Tanabe, ambos acordaron que el título funcionaría mejor al estilo de un videojuego de acción y aventuras, aunque le pidió al personal que mantuviera una trama de juego de rol. A Kawade le resultó difícil «crear una relación armónica entre los mundos 2D y 3D», y señaló que el proceso consistía en prueba y error. Dijo que crear un nivel «requirió los esfuerzos de crear dos niveles», ya que tenían como objetivo agregar secretos en 3D que no eran visibles en 2D.
El 11 de mayo de 2006, Super Paper Mario se anunció para GameCube a través de un avance en el E3 2006, que se lanzará en el cuarto trimestre de 2006. Nintendo optó por no tener un GameCube en el piso de exhibición para una demo jugable. GameSpot incluyó a Super Paper Mario como finalista de su E3 Editor's Choice. Nintendo confirmó una fecha de lanzamiento del 9 de octubre de 2006 más tarde en mayo. Super Paper Mario estaba destinado a ser uno de los últimos juegos de GameCube propios, pero el desarrollo se trasladó a la Wii en 2006. Fue lanzado en abril de 2007, convirtiéndose en el primer juego de Mario para Wii. Los controles se mantuvieron similares a la versión de GameCube y los controles de movimiento de Wii no se implementaron.
Las primeras copias de PAL contienen un bug si el idioma está configurado en inglés, alemán o español. Según Nintendo of Europe, si Mario habla con el NPC Mimi en el capítulo 2–2 sin primero recoger una llave, el juego se congelará y obligará al jugador a reiniciar desde el último guardado. Nintendo of Europe se ofreció a reemplazar cualquier disco de juego afectado con parches sin cargo. La versión coreana fue la última en publicarse, dos años después de la japonesa; también contiene recursos de desarrollo no utilizados exclusivos de su versión.

## Recepción
Según el sitio web del agregador de reseñas Metacritic, Super Paper Mario recibió «críticas generalmente favorables» con una puntuación de 85 sobre 100, según 57 críticos; tiene la sexta puntuación más alta entre los juegos de Wii lanzados en 2007.
La mecánica de cambio de dimensión recibió críticas generalmente positivas. Gamasutra describió el juego como un «lanzamiento histórico de Wii» y un «éxito entre los críticos». El sitio web señaló que la mecánica de cambio de dimensión, los rompecabezas, la creatividad y la escritura del juego recibieron elogios de los críticos y que la mayoría de las críticas se dirigieron a su incapacidad para complacer a aquellos que buscan un juego de rol o de plataformas puro. Su historia también recibió elogios, aunque algunas críticas se dirigieron a la gran cantidad de texto. El crítico de Game Informer Bryan Vore apreció la inclusión de más elementos de plataformas y la mecánica de cambio de dimensión al tiempo que elogió la escritura como «posiblemente la mejor» en cualquier juego de rol de Mario. Los revisores de Famitsu elogiaron su mecánica de cambio de dimensión, equilibrio y esquema de control.
Matt Casamassina de IGN calificó el juego como una «compra obligada» y elogió su combinación de estilos, controles y escritura de plataformas y juegos de rol, pero criticó la cantidad «ridícula» de texto y la apariencia «estéril» de los segmentos 3D. GameTrailers también criticaron la dependencia del texto, pero elogiaron la historia, así como la jugabilidad «robusta» y «adictiva». Bryn Williams de GameSpy elogió la «historia muy extraña y divertida», así como el diseño de niveles y los controles, pero dijo que era demasiado fácil y carecía de valor de repetición. El crítico de GamesRadar+, Brett Elston, elogió el juego por sus gráficos, diálogos y controles, pero dijo que comenzó a «agotarse cerca del final».
Shane Bettenhausen de Electronic Gaming Monthly calificó a Super Paper Mario como un «juego obligatorio para cualquier propietario de Wii» y elogió su creatividad, jugabilidad, rompecabezas y guion, pero criticó los elementos de juego de rol «poco cocinados». El crítico de Eurogamer, John Walker, también expresó críticas hacia los elementos del juego, calificándolo de «ligeramente más débil» que la mayoría de los juegos de plataformas de Mario, pero elogió su escritura como «consistentemente divertida y hacia el final, incluso impresionantemente conmovedora». Ricardo Torres de GameSpot dijo que el juego «no estaba a la par con algunas de las otras entradas de la serie», pero elogió su jugabilidad, escritura, duración y misiones secundarias. Michael Cole de Nintendo World Report criticó algunos «rompecabezas tediosos» y retrocesos, y elogió la escritura, las imágenes y la jugabilidad y lo calificó como una «carta de amor peculiar e inesperada para los fanáticos de Nintendo». Varios críticos de RPGamer elogiaron la escritura y el diálogo cómico.

### Ventas
En su primera semana de lanzamiento en Japón, se vendieron 144 000 copias, un total similar al de los juegos anteriores de Paper Mario. Se clasificó como el juego más vendido de la semana. Según NPD Group, se vendieron 352.000 copias en los Estados Unidos en abril de 2007, ubicándose como el tercer juego de consola más vendido de abril de 2007 en los Estados Unidos detrás de Pokémon Diamond y Pokémon Pearl. Para marzo de 2008, Nintendo reportó 2,28 millones de copias vendidas en todo el mundo, con 500 000 copias vendidas en Japón y 1,78 millones de copias vendidas en el extranjero. Según Kotaku, se vendieron más de 4,23 millones de copias en todo el mundo, lo que la convierte en la entrega más vendida de la serie Paper Mario.

### Premios y reconocimientos
Super Paper Mario fue nominado a Mejor juego de rol y Mejor juego de Wii en los premios GameSpot e IGN's Best of 2007, ganando el premio al Mejor juego de rol de IGN. 1UP.com lo nominó a Mejor Juego de Aventuras y Juego del Año. El juego recibió seis nominaciones a premios de Nintendo Power, incluidos Juego del año de Wii y Juego del año, y ganó el premio Reader's Choice en la categoría de Mejor Historia/Escritura. Está clasificado como el segundo mejor juego de Wii del año en los premios Editor's Choice de RPGamer, y tres de los nueve editores de RPGFan lo clasificaron entre sus cinco mejores juegos de rol del año. CNET, IGN, Game Informer, GameSpot, y GamesRadar+ desde entonces lo han catalogado como uno de los mejores juegos para Wii.
| Premio                           | Fecha de la ceremonia   | Categoría              | Resultado | Ref.   |
| -------------------------------- | ----------------------- | ---------------------- | --------- | ------ |
| 4th British Academy Games Awards | 23 de octubre de 2007   | Innovación             | Nominado  | [ 50 ] |
| Spike Video Game Awards 2007     | 9 de diciembre de 2007  | Mejor juego de Wii     | Nominado  | [ 51 ] |
| 12th Satellite Awards            | 16 de diciembre de 2007 | Excelente juego de rol | Ganador   | [ 52 ] |